# Spayed
Spayed (también estilizados en mayúsculas como SPAYED) es una banda de punk rock que radica en México, usualmente la banda también radica en las afueras de España y en el Reino Unido.

## Historia
SPAYED fue formado por Cecile el cual ya es considerado un Culto en la escena del Punk Independiente alrededor del mundo, Cecile también es considerado un Autor, Escritor, Músico e incluso hay quienes lo consideran un Poeta, su nombre verdadero es aun desconocido. pero se cree que no es de ascendencia Americana.
SPAYED causó un gran impacto en el Punk Subterráneo por su ideología estricta hacia lo No-Corporativo y por sus Acetatos
(7", EP, 33 ⅓ RPM, Anti-Corporate Seven Inch Vinyl European Phonograph + 33 Grams y 10", EP, 33 ⅓ RPM, European Phonograph Acetate + 27 Grams.) los cuales contenían canciones agresivas que podrían fácilmente ir desde el más agresivo Punk Análogo hasta un intento fallado de blues chanson. De acuerdo ala discográfica Independiente llamada Raping Ears With Indie Tracks solo siete días después de la salida ala venta de los Acetatos y disco de vinilo de SPAYED estaban totalmente agotados.
Convirtiendo a SPAYED en una banda de Culto por sus seguidores Europeos.

### Sin ninguna relación con lo Corporativo.
SPAYED nunca le importó el respeto y atención que otros pudieran tener hacia ellos, incluso cuando en el 2007 la legendaria discográfica Touch and Go (The Jesus Lizard) anuncio una posible distribución del primer Acetato de SPAYED, entonces la banda mediante una Carta escrita a mano desmintieron cualquier relación con la discográfica Americana confirmando de nuevo que ellos se mantendrían Independientes, dejando así a miles de seguidores con falsas esperanzas de una posible distribución en Disco Compacto. En el 2008 la banda volvería a negar relaciones pero ahora con el icono de Seattle y productor musical Jack Endino (Mudhoney), aun cuando es bien sabido que Endino le gustaba la canción Neurotic Eustacian Tube por lo cual un Acetato fue ofrecido por parte de la banda hacia Endino, pero Endino nunca recibiría nada.

### Acetatos como la única salida.

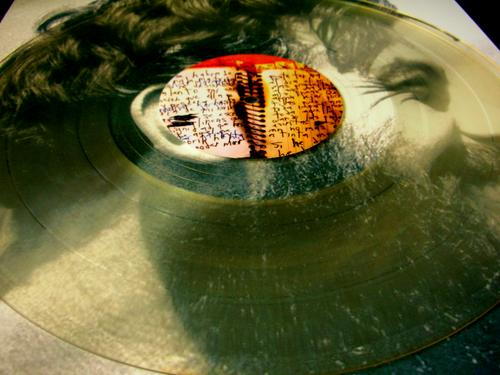
Acetato de 13 Pulgadas de SPAYED, Solo treinta y tres fueron puestos a la venta y solo en Argentina y México.

La banda solo ha distribuido material en discos de vinilo 7" 33 ⅓ RPM y Acetato 10" 33 ⅓ RPM. el primer EP fue solo distribuido en el Reino Unido sin Promoción alguna, siendo solo 727 (discos de vinilo) y 27 (Acetatos) puestos a la venta
de acuerdo a Raping Ears With Independent Tracks bastarían solo siete días para que todo los Acetatos y disco de vinilo fueran vendidos.

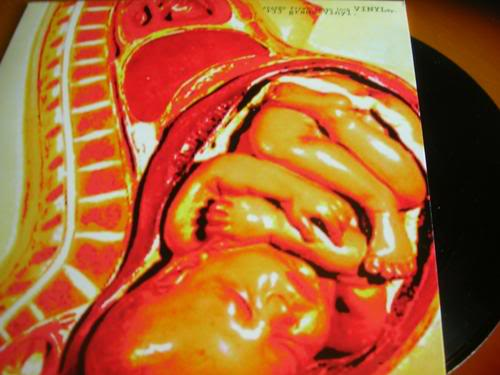
Acetato de 7 Pulgadas de SPAYED, Solo 727 fueron puestos a la venta y solo en el Reino Unido, los Acetatos se agotaron en solo una semana.

Después de una gira de siete meses (en solo lugares Marginados y de Bajo Presupuesto) ( 27 Jul 2007- 29 Feb 2008) y días después de la salida de su segundo Acetato (SPAYED Seven Inch Vinyl phonograph + 33 Grams.) la banda tomaría decisiones Independientes, los rumores afirman que Melissa tuvo problemas de salud llevándola a una recaída en las Drogas, Cecile se alejaría de la banda y tomaría la decisión de apoyar Socialmente y Musicalmente a un pueblo Indígena Mexicano, quedando así solo Daniel como único activo Musicalmente, escribiendo demos para diferentes Bandas Independientes y para su propia banda la cual se desconoce el nombre aún.
El segundo EP de la banda (SPAYED Seven Inch Vinyl phonograph + 33 Grams.) fue distribuido solo en América del Sur (29 de julio de 2008) causando gran impacto en el Movimiento Punk de Latinoamérica. La ya famosa revista de Punk llamada Punk de la serna escribió en unos de sus artículos "Vivan aquellos los cuales sus caras no son parte de lo comercial. Vivan Cecile Daniel and SS. Vivan los líderes del Movimiento Punk Independiente. Viva SPAYED." Nombrando a Cecile, SS y Daniel como los responsables de formar una de las mejores bandas del Punk Independiente en la historia del mismo.

### Giras en el 2010.
Después del éxito de la banda en Europa y Sur-América y con el apoyo de Productores Musicales Independientes en América del Sur, La banda hará su primera gira de tendencia Mundial en 2010 y 2011 incluyendo países en América del Sur como (Argentina, Brasil, Chile, Uruguay, Venezuela, Perú) y en Europa (UK, Germany) entre otros posibles. La legendaria banda Feederz de Arizona está confirmada para este gira, pero aún no se han confirmado las fechas exactas de inicio.

## Miembros

### Miembros Finales
- Cecile- Voz, guitarra solista
- Sub Comandante H.- 2.ª Voz, Bajo, guitarra
- SS- 2.ª Voz, batería

### Otros Miembros
- Melissa- batería
- Voluntario- batería

## Discografía

### Acetatos/Discos de vinilo.
- 13 " Phonograph, 33 ⅓ RPM, Anti-Corporate European Acetate + 33 Grams. (INDEPENDENT) (2010)
- 10", EP, 33 ⅓ RPM, Anti-Corporate European Phonograph Acetate + 27 Grams. (INDEPENDENT) (2007)
- 10", Acetate, 33 ⅓ RPM + 33 Grams. (South-America Release) Lado-Prematuro. (INDEPENDENT) (2007)
- 7",  Vinyl, EP, 33 ⅓ RPM + 33 Grams. (South-America Release) Lado-Prematuro (INDEPENDENT) (2007)

### En inglés
1. ↑  SPAYED is Indeed a Cult-Band
2. ↑  Phonographs
3. ↑  Punk de La Serna-Independent.
4. ↑  Puke-Punk Minerva from Europe.